# Danielle Caillet
Danielle Caillet (Bourg-de-Péage, França, 1940 - La Paz , Bolívia, 1 de Novembro de 1999) foi uma cineasta, crítica, professora, atriz, fotógrafa, ceramista e artista plástica. É considerada a primeira mulher diretora no cinema da Bolivia.

## Biografia
Nascida no sul da França, em plena Segunda Guerra Mundial, Danielle, a caçula de uma família de três irmãos, passou por diversas dificuldades, incluindo a fome. Por decisão de seus pais, passou o final de sua infância e sua adolescência em um colégio interno de freiras. Tal experiência deixou marcas que influenciaram suas futuras obras. Apesar de nunca ter-se declarado católica, Danielle afirmava ser religiosa.
Posteriormente iniciou seus estudos de Licenciatura em Inglês na Universidade de Sorbone, em Paris, e durante uma de suas férias conheceu o cineasta boliviano Antonio Eguino, em Roma. Após dois anos de namoro, os dois se casaram na França, em 1964, e mudaram-se para Nova Iorque, onde Antonio estudava Fotografia e Cinema. Foi em Nova Iorque, enquanto auxiliava Antonio com seus trabalhos universitários, que Danielle descobriu seu gosto pelas artes, principalmente pela fotografia.
Em 1966, os dois seguiram viagem para La Paz e, o que era para ser uma breve visita à família Eguino, foi estendendo-se e o casal decidiu estabelecer-se definitivamente na cidade. Logo, Danielle ficou grávida de seu primeiro filho, Manuel, e junto com Antonio fundaram o Estudio Fotográfico Eguino. Em meio aos seus primeiros projetos fotográficos, veio a segunda filha, Kory.
Apesar do conflito inicial ao ir morar na Bolívia, por conta de costumes e da língua, Danielle se considerava boliviana “por adoção”, afirmando que ali era seu berço artístico. Faleceu em 1° de novembro de 1999, em La Paz.

### Carreira
Enquanto acompanhava seu marido durante gravações, Danielle deu início a seu trabalho com fotografia fixa em preto e branco, capturando retratos de bolivianos entre viagens e locações. Por esses trabalhos, Caillet ganhou diversos prêmios nacionais e tornou-se conhecida no meio artístico.
Danielle estreou no mercado audiovisual com o filme Gawar Mallku (O sangue de Condor), em 1969, como atriz e Diretora de Fotografia, dividindo essa última função com seu esposo enquanto ainda faziam parte do Grupo Ukamau. Após a dissolução do grupo, com o golpe de estado do general Hugo Banzer, Antonio abriu uma produtora com o mesmo nome e Danielle voltou a trabalhar com o marido nos filmes Chuquiago (1977) e Amargo Mar (1987), onde assumiu como Diretora de Fotografia enquanto o marido assinou a direção dos longas. Em 1980, Danielle Caillet lançou o documentário Warmi (mulher em Aymara, língua dos povos nativos) - pelo qual recebeu o Troféu de Prata no Festival de Bilbao, na Espanha.  
Em 1988, lançou o documentário María Luisa Pacheco, que mostrava a vida e obra da pintora boliviana, pela qual Caillet tinha grande admiração. O filme rodou o mundo e teve destaque em festivais internacionais como o Festival de Havana (Cuba) e o de São Francisco (USA).
Na TV, realizou uma série documental chamada Nosotras, entre 1985 e 1989. O programa buscava resgatar e mostrar o trabalho de artistas bolivianas, algumas delas foram a escultora Marina Nuñez del Prado e a escritora Adela Zamudio.
Além disso, Danielle também se dedicou à educação e a escrita. Lecionou durante vários anos na Academia de Belas Artes UMSA, em La Paz, e escreveu para jornais críticas cinematográficas, que lhe renderam dois prêmios pelo jornal Presencia.
Também teve destaque como artista plástica, começando como autodidata na escultura e no desenho. Inicialmente, transformou sua casa no Valle de Aranjuez em um grande ateliê, onde trabalhava com cerâmica, depois deu início a peças feitas com bronze e pedras. A maioria de suas obras tem como tema as formas do corpo feminino e o papel social da mulher, focando em pontos como a maternidade e a fertilidade. Suas mais de 250 peças foram expostas na Bolívia entre 1986 e 1998.
Em 1992 realizou Nacer hombre, sobre Adela Zamudio, poeta, feminista e educadora boliviana e seu último filme, realizado em 1994, sobre Juana Azurduy, militar indígena que lutou na guerra da independência da Bolívia contra a Espanha.

### Warmi
Em 1978, a diretora francesa já residente na Bolívia, realizou o seu primeiro documentário, tornando-se a primeira mulher a dirigir naquele país. Documentário de curta metragem sobre a condição da mulher na Bolívia; idealizado, produzido e dirigido por Danielle. Warmi significa “mulher” em Aimará - idioma comum a alguns povos da Bolívia. Rendeu o troféu de Prata do Festival de Bilbao na Espanha para Danielle. Warmi tem como proposta um olhar feminino sobre a condição da mulher sob o contexto socioeconômico de um país em desenvolvimento; abordando a luta comum de homens e mulheres contra a dependência financeira, o analfabetismo, a fome e a calamidade na saúde pública da Bolívia por um ponto de vista feminino.     

## Filmografia

### Atriz
- Yawar Mallku (Grupo Ukamau, 1969)

### Fotografia
- Yawar Mallku (Grupo Ukamau, 1969)
- Los caminos de la muerte (Grupo Ukamau, 1970)
- Chuquiago (Antonio Eguino, 1977)
- Amargo Mar (Antonio Eguino, 1980)

### Diretora
- Warmi (1980)
- Contraplano, Apuntes de la Guerra del Pacífico (1984)
- La Sagárnaga (1984)
- Nosotras (exibida entre 1985-1989)
- María Luisa Pacheco (1988)
- Nacer Hombre (1992)
- Los Fantasmas de Juana Azurduy (1994)